# Mylène Farmer Live 2019
Tournées par Mylène Farmer
Timeless 2013 Nevermore 2023
Mylène Farmer 2019 est la septième série de concerts de Mylène Farmer.
Soutenant l'album Désobéissance, ce spectacle se déroule exclusivement à Paris La Défense Arena du 7 au 22 juin 2019, durant 9 soirs. Du fait de son infrastructure trop imposante (une entrée par le plafond au centre de la salle, des scènes survolant le public, une scène centrale rétractable...), le spectacle n'a pu être présenté en province (tout comme le spectacle Avant que l'ombre… À Bercy en 2006).
Cette série de concerts, inspirée par l'univers du film Blade Runner de Ridley Scott et par le personnage d'Albator, rassemblera un total de 243 000 spectateurs (27 000 par soir).
L'album Live 2019 paraît le 18 octobre 2019 et se classe n°1 des ventes en France, où il est certifié disque de platine pour plus de 100 000 exemplaires, mais également n°1 en Belgique et n°2 en Suisse.
Après avoir été diffusé au cinéma le 7 novembre 2019 pour une séance unique (battant le record du nombre de spectateurs pour ce type d'évènement), le DVD du spectacle paraît un mois plus tard et se classe à son tour n°1 des ventes, recevant un DVD de diamant en une semaine.

## Histoire

### Genèse
Cinq ans après sa tournée Timeless 2013, qui avait réuni plus de 500 000 spectateurs, et trois ans après l'album Interstellaires, certifié triple disque de platine, Mylène Farmer dévoile en janvier 2018 un nouveau single, Rolling Stone. Réalisé par le DJ français Feder, ce titre se classe no 1 des ventes dès sa sortie, tout comme le single suivant, la ballade N'oublie pas en duo avec LP.

Paris La Défense Arena.

L'album Désobéissance, réalisé en grande partie par Feder, sort le 28 septembre 2018. Classé directement à la première place des ventes, il reçoit un disque de platine en huit jours, signant le meilleur démarrage pour un artiste depuis deux ans. Alors que les singles suivants, Désobéissance et Des Larmes, se classent à leur tour no 1 des ventes, l'album s'écoulera à plus de 300 000 exemplaires.
C'est lors de la sortie du disque que la chanteuse annonce une série de six concerts dans la plus grande salle d'Europe, Paris La Défense Arena, du 7 au 15 juin 2019. 120 000 billets sont écoulés en quelques heures sur un site de pré-vente, entraînant aussitôt l'ajout de deux nouvelles dates. Quelques semaines plus tard, une dernière date est de nouveau ajoutée.

### Conception
C'est la deuxième fois que Mylène Farmer propose un spectacle intransportable, treize ans après Avant que l'ombre… qui s'était déroulé au Palais omnisports de Paris-Bercy durant treize soirs. Inaugurée en octobre 2017 par les Rolling Stones, Paris La Défense Arena est alors la plus grande salle d'Europe. La chanteuse déclarera : « Cette salle m'offre la possibilité d'offrir un spectacle qui, je l'espère, sera grandiose, en tout cas unique [...] Et c'est vrai que, malheureusement, pour la province, on n'a pas trouvé de salles équivalentes. »

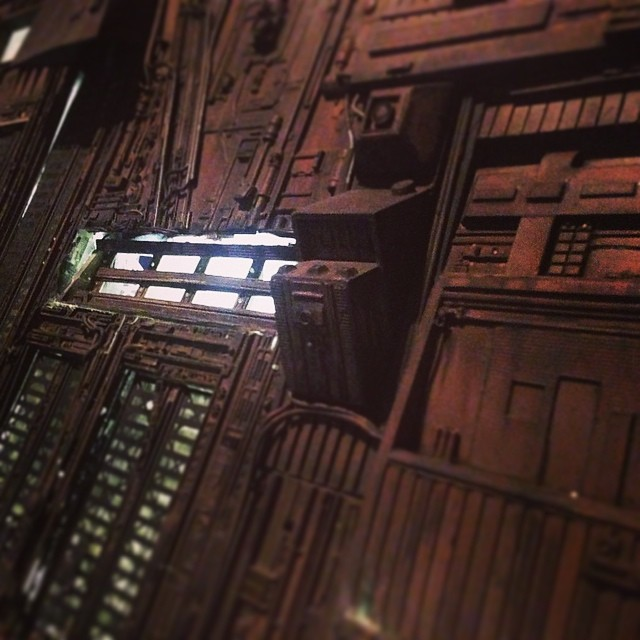
Élément du film Blade Runner que l'on retrouve dans le décor du spectacle.

Entourée de Laurent Boutonnat, elle conçoit un spectacle inspiré par l'univers du film Blade Runner de Ridley Scott (dont l'action se déroule en 2019) et par le personnage d'Albator. Selon le réalisateur François Hanss, le spectacle, « galactique et parfois même abyssal », donne l'impression, avec ses éléments Tetris, que « chaque tableau, chaque chanson est presque une sorte de poupée russe qui sans cesse se renouvelle ».

Sur une scène large de 80 mètres (ainsi que 40 mètres d'avancée de scène rétractable), le spectacle mobilise notamment 45 semi-remorques et 150 tonnes de matériel accrochées au plafond, dont la structure sur laquelle la chanteuse entre en scène à 42 mètres de hauteur.
La direction musicale est confiée à Olivier Schultheis, à qui il est demandé un son électro/urbain avec des beats plus syncopés. Mylène Farmer fait de nouveau appel à certains collaborateurs avec qui elle avait déjà travaillé, comme le guitariste Sébastien Chouard, batteur Charles Paxson, le bassiste Jonathan Noyce et les danseurs Aziz Baki et Raphaël Baptista. Entourée de seize danseurs, Mylène Farmer demande à Parris Goebel de revisiter certaines chorégraphies.
Les tenues de scène sont de nouveau créées par Jean-Paul Gaultier, tout comme pour le Tour 2009 et Timeless 2013.

### Affiche
La photo de l'affiche, signée par Jean-Baptiste Mondino, présente Mylène Farmer semblant tomber dans le vide. Cette photo entraînera plusieurs détournements de la part d'internautes.

## Description du spectacle
Composé de 22 titres, ce spectacle comprend :
- quatre titres issus de l'album Désobéissance : les singles Rolling Stone, Sentimentale et Des Larmes, ainsi qu'Histoires de fesses ;
- trois titres issus de l'album Interstellaires : le single Stolen Car (en duo avec Sting), ainsi qu'Interstellaires et Un jour ou l'autre ;
- des titres présents sur les albums Ainsi soit je... (Sans contrefaçon, Ainsi soit je..., Pourvu qu'elles soient douces, Sans logique, L'Horloge), L'Autre... (Désenchantée), Anamorphosée (California, Rêver), Innamoramento (L'Âme-Stram-Gram, Je te rends ton amour, Innamoramento), Avant que l'ombre... (Fuck Them All), Point de suture (C'est dans l'air) et Bleu noir (M'effondre) ;
- un titre instrumental servant d'introduction, Coming from the Vortex ;
- un morceau instrumental servant d'interlude, Hard Hip-Hop.

Le 18 juin 2019, soir de la captation vidéo, Mylène Farmer est rejointe sur scène par le Sting pour interpréter leur duo Stolen Car.

### Liste des chansons
| No  | Titre                            | Paroles              | Musique                                                                                                   | Durée |
| --- | -------------------------------- | -------------------- | --- | ----- |
| 1.  | Coming from the Vortex           | -                    | Laurent Boutonnat                                                                                         |       |
| 2.  | Interstellaires                  | Mylène Farmer        | Mylène Farmer et Martin Kierszenbaum                                                                      |       |
| 3.  | Sans logique                     | Mylène Farmer        | Laurent Boutonnat                                                                                         |       |
| 4.  | Rolling Stone                    | Mylène Farmer        | Feder, Johanna Iser, Peter Hoppe, Anastassia Zimmerman, Ashley Hicklin, Kimberley Sawford, Quentin Segaud |       |
| 5.  | Pourvu qu'elles soient douces    | Mylène Farmer        | Laurent Boutonnat                                                                                         |       |
| 6.  | Stolen Car (en duo avec Sting)   | Sting, Mylène Farmer | Sting |       |
| 7.  | Des Larmes                       | Mylène Farmer        | LP, Mike Del Rio                                                                                          |       |
| 8.  | California                       | Mylène Farmer        | Laurent Boutonnat                                                                                         |       |
| 9.  | M'effondre                       | Mylène Farmer        | Moby |       |
| 10. | L'Âme-Stram-Gram                 | Mylène Farmer        | Laurent Boutonnat                                                                                         |       |
| 11. | Hard Hip-Hop                     | -                    | Christophe Voisin Boisvinet, Olivier Schultheis                                                           |       |
| 12. | Un jour ou l'autre               | Mylène Farmer        | Mylène Farmer, Martin Kierszenbaum                                                                        |       |
| 13. | Ainsi soit je...                 | Mylène Farmer        | Laurent Boutonnat                                                                                         |       |
| 14. | Innamoramento                    | Mylène Farmer        | Laurent Boutonnat                                                                                         |       |
| 15. | Sans contrefaçon                 | Mylène Farmer        | Laurent Boutonnat                                                                                         |       |
| 16. | Histoires de fesses              | Mylène Farmer        | Feder |       |
| 17. | Sentimentale                     | Mylène Farmer        | Feder, Quentin Segaud                                                                                     |       |
| 18. | Désenchantée                     | Mylène Farmer        | Laurent Boutonnat                                                                                         |       |
| 19. | Rêver                            | Mylène Farmer        | Laurent Boutonnat                                                                                         |       |
| 20. | Je te rends ton amour            | Mylène Farmer        | Laurent Boutonnat                                                                                         |       |
| 21. | Fuck Them All / C'est dans l'air | Mylène Farmer        | Laurent Boutonnat                                                                                         |       |
| 22. | L'Horloge                        | Charles Baudelaire   | Laurent Boutonnat                                                                                         |       |

### Résumé du spectacle

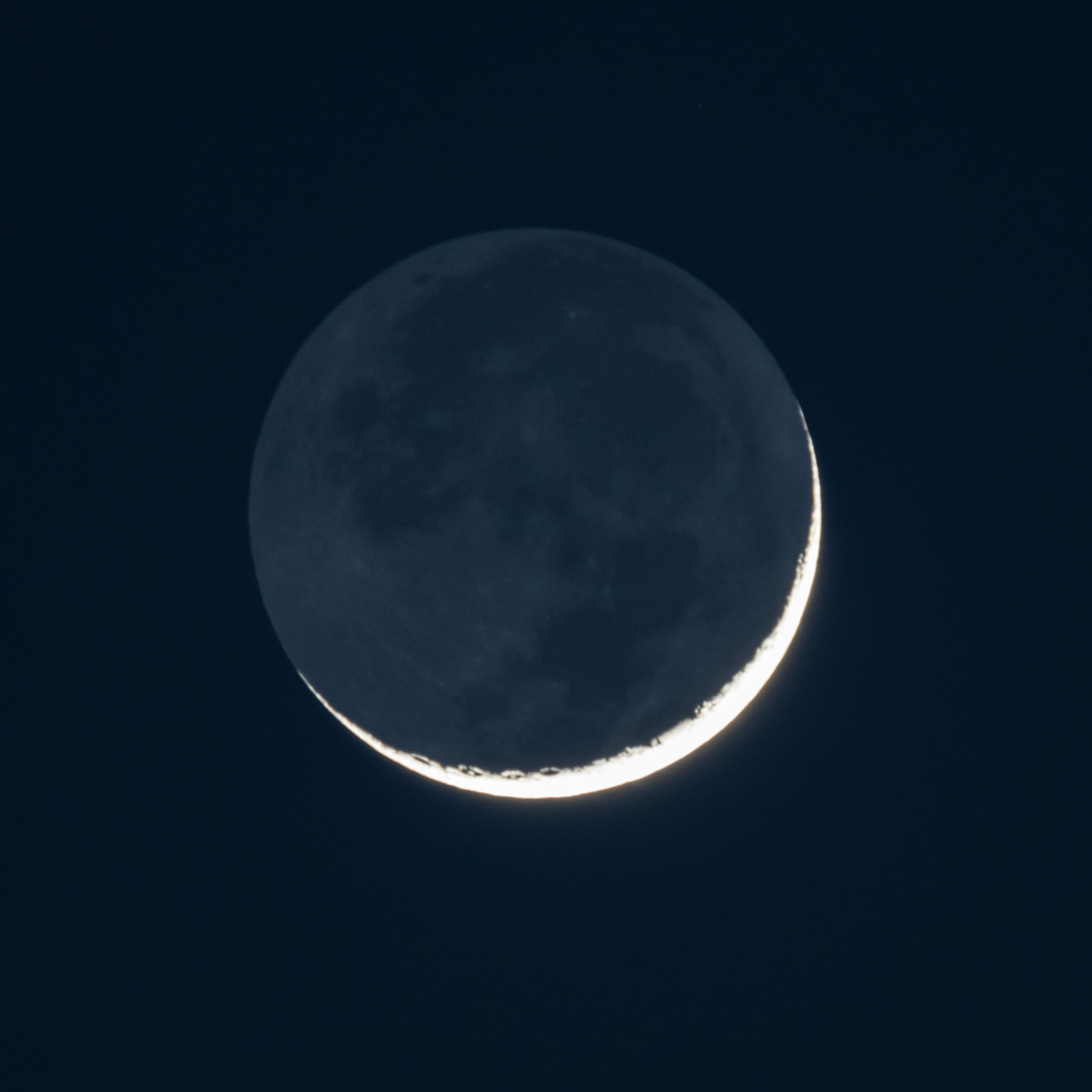
Un croissant de Lune.

Trois immenses cercles lumineux, placés au centre de la salle et évoquant une soucoupe volante, éclairent la foule d'une lumière rouge, tandis que des alarmes retentissent. Des cubes-écrans grésillent au-dessus du public, dévoilant des visages en noir et blanc. Alors que les alarmes cessent, la salle est plongée sous une lumière bleue.
L'écran géant s'allume, projetant des images de ciel orageux. Sur une musique électro, les immenses cercles lumineux se divisent en trois niveaux au-dessus de la foule. La musique s'arrête ensuite et devient plus mystique : tout en haut de la salle, au centre des cercles, Mylène Farmer apparaît dans un anneau lumineux rappelant un croissant de Lune. Descendant lentement sur la foule, l'anneau se pose au centre de la salle, tandis que le rythme électro reprend et se mêle à la musique mystique. Mylène Farmer emprunte alors l'avancée afin de rejoindre la scène principale, sous des projecteurs qui reproduisent un effet rappelant le passage de la mer Rouge.

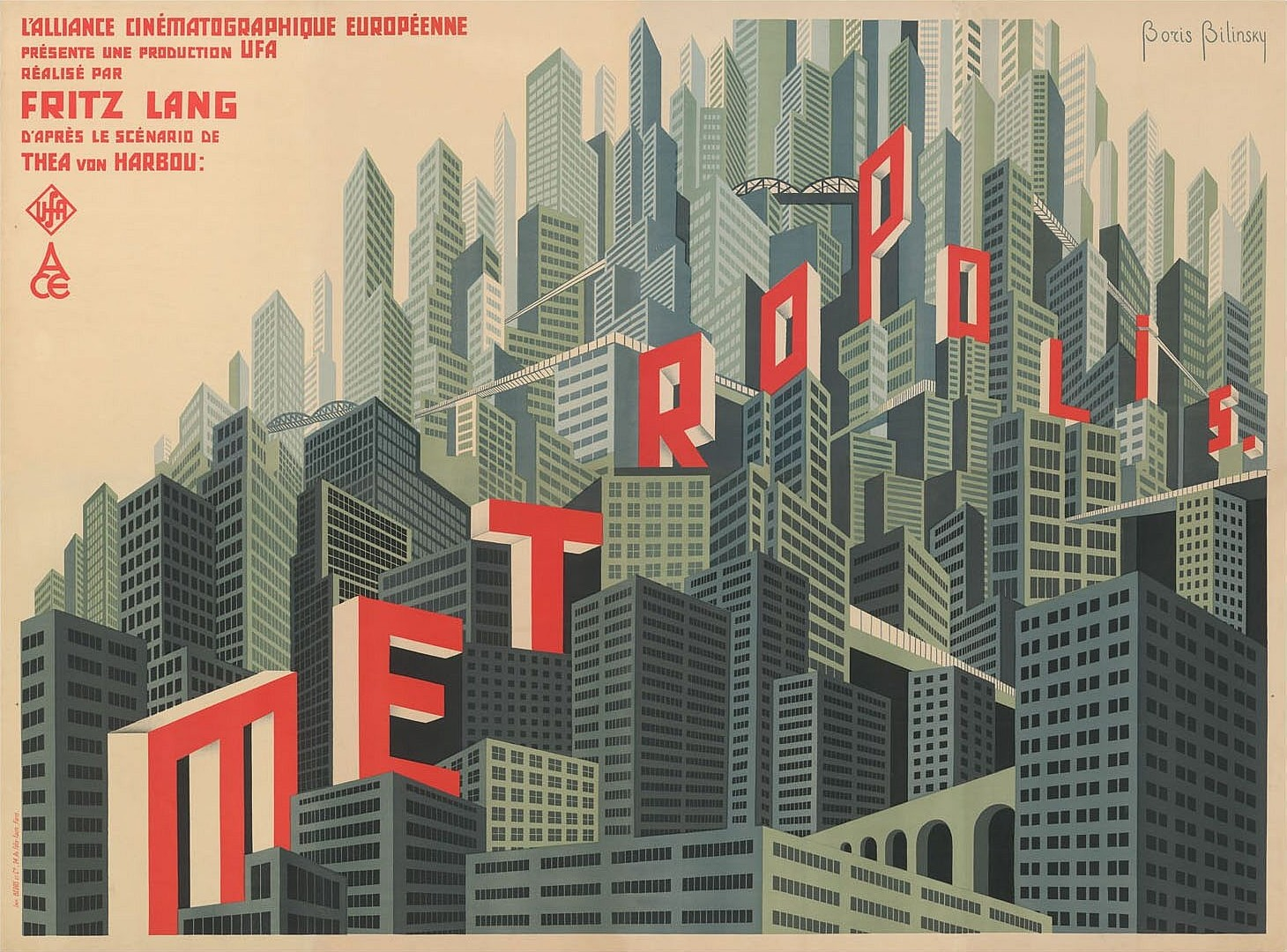
Affiche du film Metropolis, réalisé par Fritz Lang.

Dans une ambiance bleutée, l'écran géant diffuse les images d'une ville de nuit, rappelant l'univers des films Blade Runner de Ridley Scott et Metropolis de Fritz Lang. Une fois sur la scène principale, qui est alors complètement vide, la chanteuse, vêtue d'une tenue noire entourée de ceintures dorées, interprète Interstellaires, tandis que les éléments du décor commencent à se former derrière elle, reproduisant les images de l'écran géant et formant une sorte de pyramide.

Au milieu de la chanson, les musiciens la rejoignent sur scène, portés par des plateformes latérales, et l'avancée de scène se rétracte sous la scène principale.

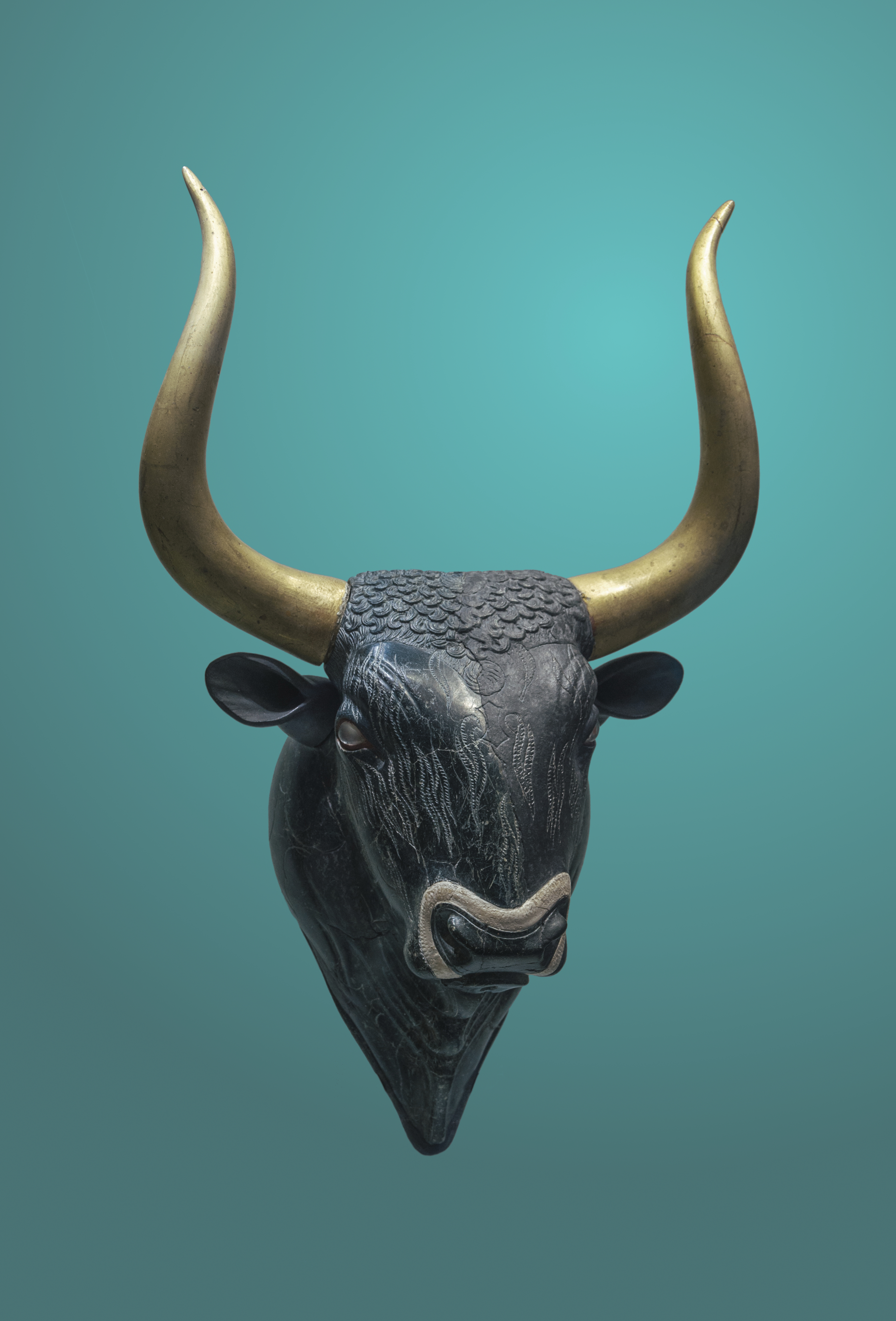
Des cornes de taureau.

Les lumières se font ensuite plus chaudes, alternant entre le jaune et le rouge, alors que l'écran géant reproduit les cornes d'un taureau et des yeux blancs, rappelant le clip de Sans logique, dont les premières notes démarrent. Reprenant une marche militaire, le rythme de la chanson commence lentement avant de monter crescendo.
Toujours sous des tons chauds, un écran géant se soulève au son de Rolling Stone et laisse apparaître dix danseurs. Tous teints en roux, ceux-ci rejoignent la chanteuse et effectuent avec elle une chorégraphie. Derrière eux, l'écran géant diffuse les images d'une énorme pierre qui roule, avant de finir par exploser.
La scène prend alors une couleur bleutée. Les premières phrases du clip de Pourvu qu'elles soient douces résonnent. Débarrassée de ses ceintures dorées, Mylène Farmer a revêtu des cuissardes noires et est entourée de la totalité de ses seize danseurs pour une chorégraphie dynamique et saccadée, tandis que les éléments du décor s'assemblent entre eux tout au long de la chanson.

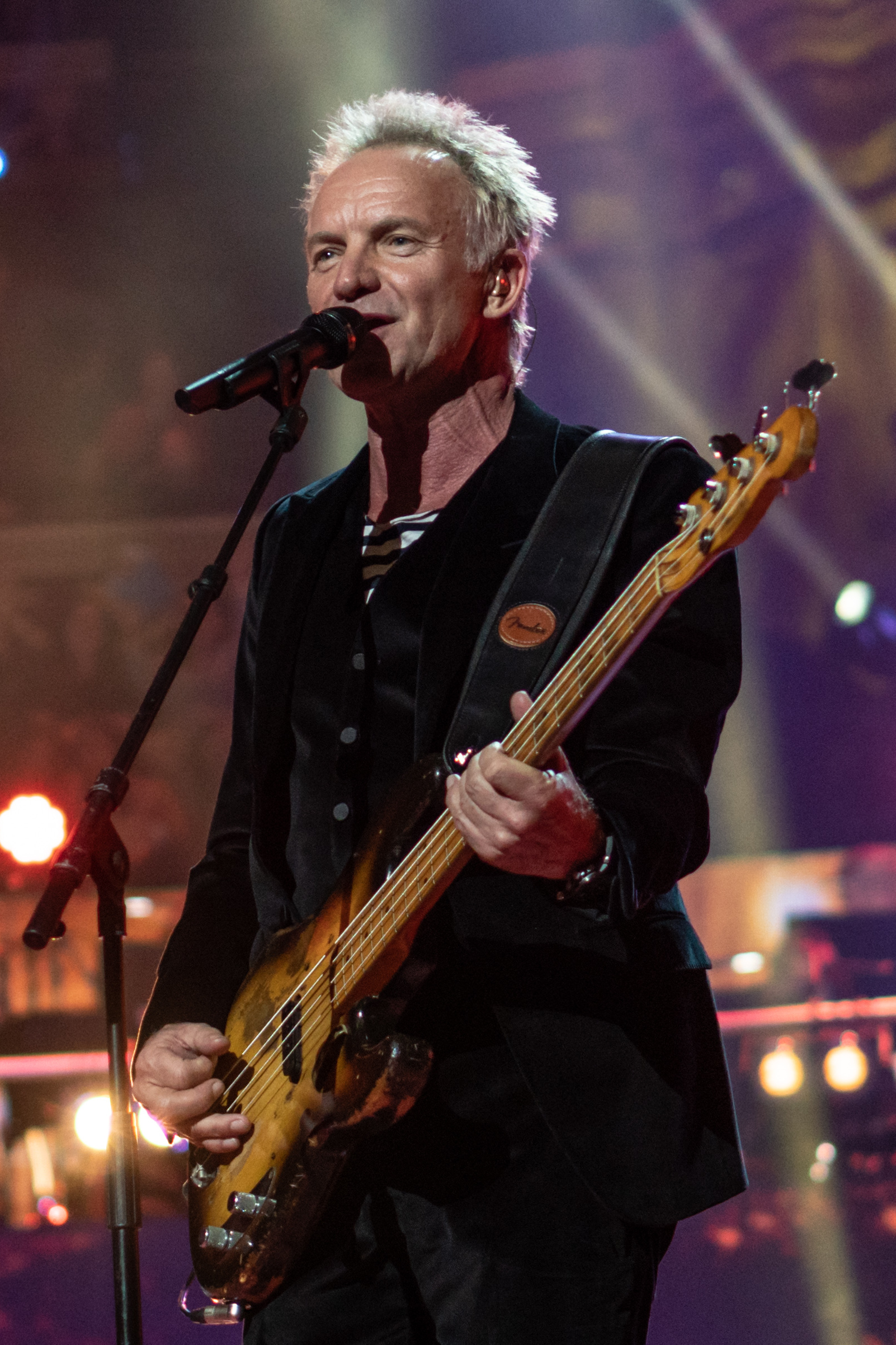
Sting.

Le visage de Sting apparaît ensuite sur l'écran géant pour un duo virtuel sur Stolen Car. Sting rejoindra la chanteuse sur scène le 18 juin 2019 afin d'interpréter le duo avec elle.
Après Des Larmes, où Mylène Farmer arpente la scène sous des lumières mauves, des sirènes de police se font entendre et illuminent toute la salle. Vêtue d'une robe courte, la chanteuse interprète California dans une version offrant une part prépondérante aux guitares, en effectuant une chorégraphie entourée de quatre danseuses. Sous des lumières roses, l'écran géant dévoile des images d'une grande ville éclairée de néons (rappelant à nouveau le film Blade Runner), auxquelles se mêlent des corps de femmes en petite tenue, évoquant les prostituées du clip.
L'ambiance s'assombrit avec M'effondre, pour lequel sont diffusées des images du court-métrage Ghost Cell d'Antoine Delacharlery, montrant une ville fantôme. La chanteuse interprète le titre derrière un pied de micro, avant d'être rejointe par ses danseurs qui restent immobiles derrière elle et dont certains s'élèvent sur des plateformes.

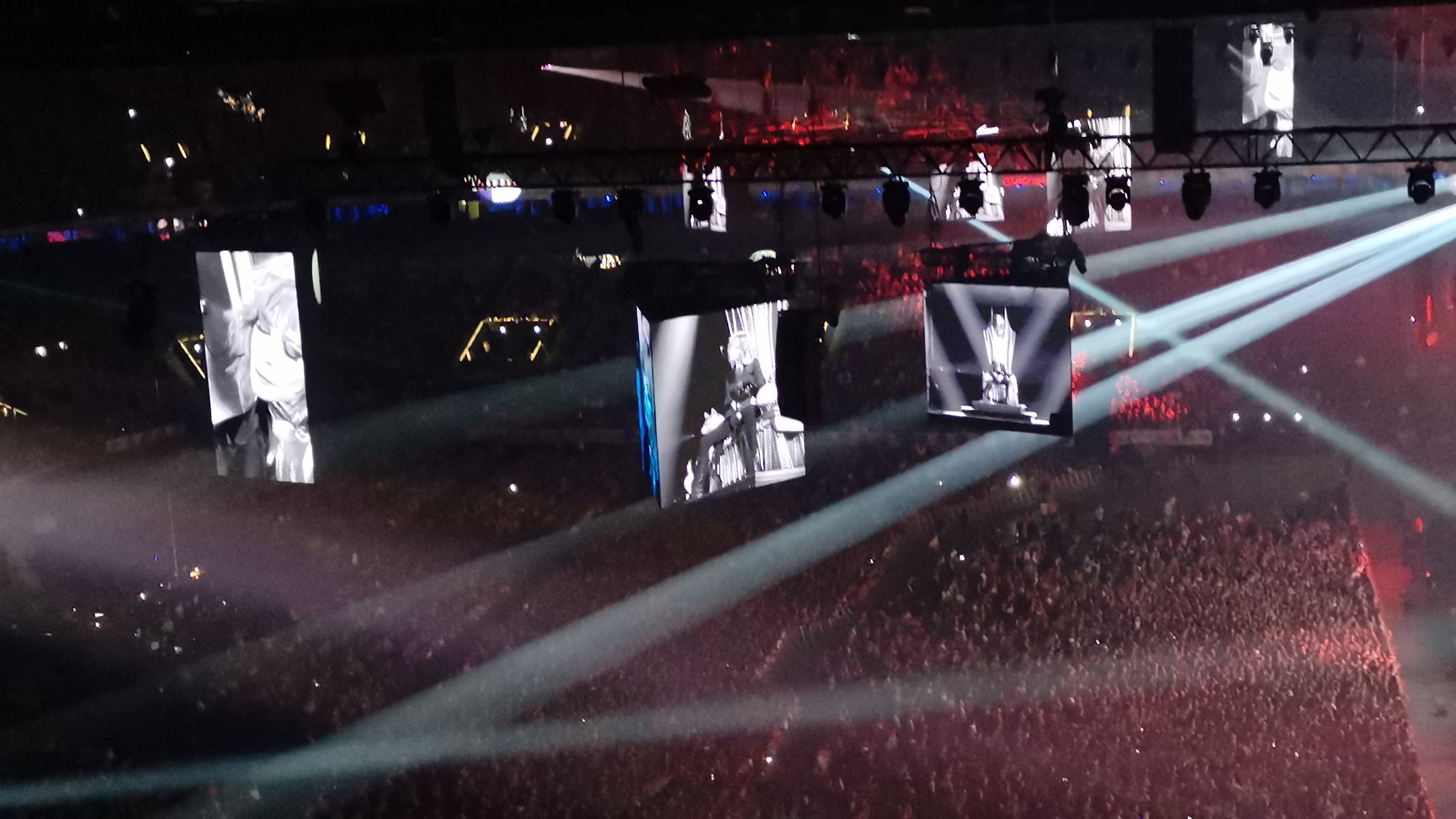
Les cubes-écrans installés au plafond de l'Arena.

Des lasers et une musique très électro annoncent une version complètement revisitée de L'Âme-Stram-Gram. Sous une lumière rouge, des éléments du décor projettent des images stroboscopiques en noir et blanc, tout comme les plateformes sur lesquelles sont juchés les danseurs. Alors que la scène rétractable avance dans le public, le titre se poursuit par un interlude musical comportant des samples de Bucky Done Gun de M.I.A. et Du hast de Rammstein, et sur lequel les danseurs effectuent une chorégraphie très rythmée.
Un piano apparaît au bout de l'avancée centrale. Mylène Farmer, vêtue d'un ensemble blanc, interprète Un jour ou l'autre sur la scène principale, tandis que les projecteurs reproduisent une pluie d'étoiles autour d'elle. Elle rejoint ensuite son pianiste au centre de la salle pour chanter Ainsi soit je... et Innamoramento en piano-voix. Alors qu'elle regagne la scène principale, les musiciens continuent un interlude devenant de plus en plus rock.

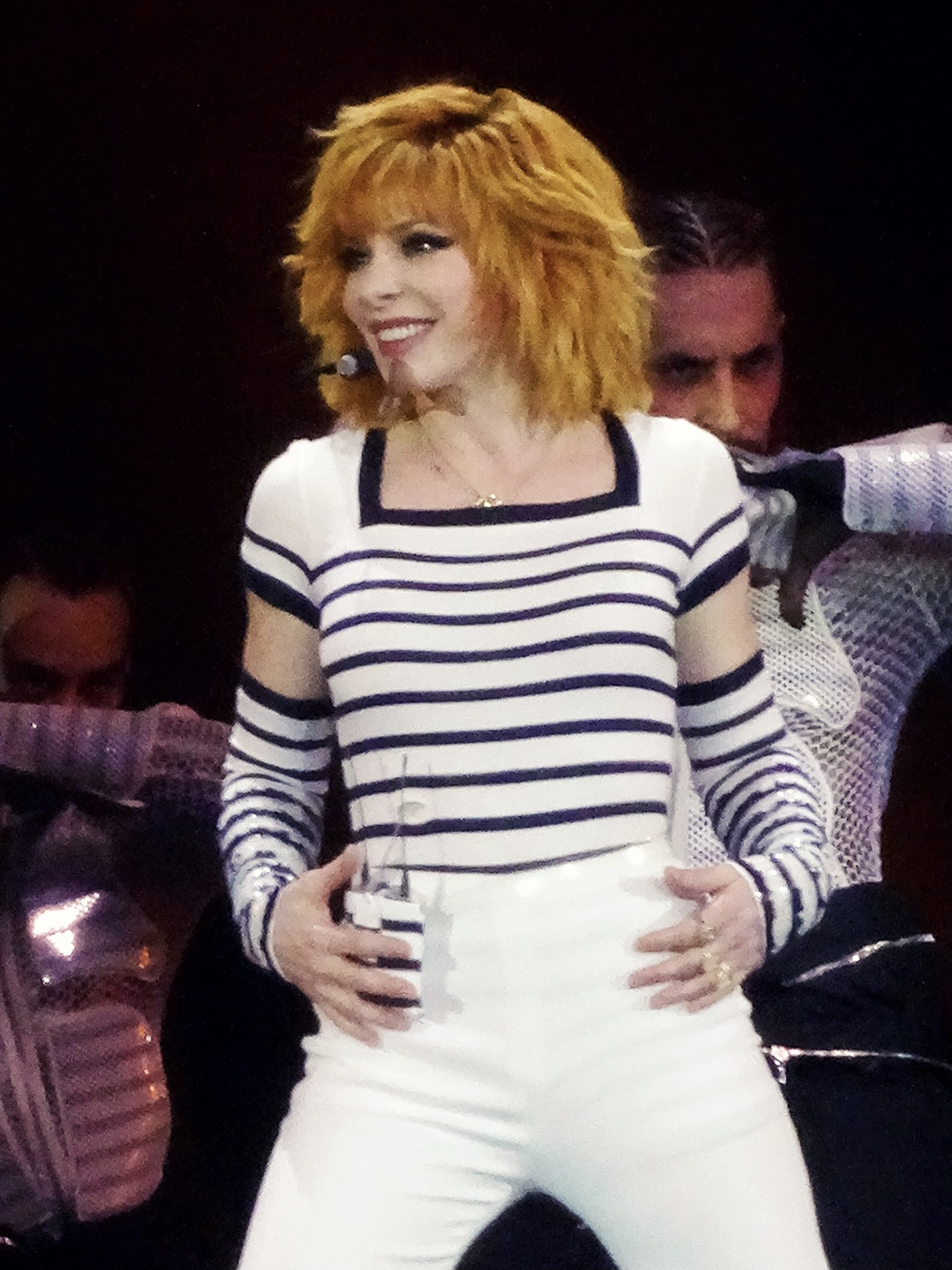
Mylène Farmer interprétant Sans contrefaçon.

Entourée de ses danseurs et vêtue d'un pantalon blanc et d'une marinière, elle interprète Sans contrefaçon dans une version épurée montant crescendo. Les éléments du décor retransmettent les images de la chanteuse effectuant la chorégraphie, donnant ainsi un effet démultiplié. Mylène Farmer emprunte de nouveau l'avancée centrale afin de reprendre le refrain plusieurs fois avec le public, suivie par ses danseurs.
| Vidéo externe |                                                            |
|               | La vidéo diffusée pendant Histoires de fesses sur YouTube. |

De nouveau sur la scène principale, et alors qu'il n'y a pas de musique, les danseurs se mettent à effectuer une chorégraphie. La chanteuse, en arrière-plan, a les yeux fermés et se bouche les oreilles. La musique d'Histoires de fesses commence : Mylène Farmer s'avance et chante le titre derrière un pied de micro pendant que les danseurs continuent leur chorégraphie. Sur les écrans géants, sont diffusées des images de corps distordus et d'érotisme abstrait.

Elle enchaîne avec Sentimentale, tandis qu'une plateforme descend sur scène, diffusant l'image d'une rose.
Les écrans diffusent ensuite des images de banquise, sur une musique mêlant bruits de vent et cris de loups. Deux plateformes sortent de scène, entourant celle descendue sur le titre précédent. Mylène Farmer, vêtue d'une tenue noire et argentée, se positionne dessus avec des danseurs, et entonne Désenchantée a cappella. Les trois plateformes se mettent alors à s'élever dans les airs et à survoler le public. Au premier refrain, la musique commence : la chanteuse et les danseurs effectuent la chorégraphie sur les plateformes. À la fin du titre, Mylène Farmer reprend le refrain plusieurs fois avec le public.
Assise sur une de ces plateformes, elle interprète ensuite Rêver sous une lumière bleutée, faisant là aussi reprendre le refrain au public. Installée sur un trône de fer surmonté d'une tête de loup, elle enchaîne avec Je te rends ton amour, tandis que l'écran géant diffuse des images d'un visage humanoïde se transformant peu à peu en démon.

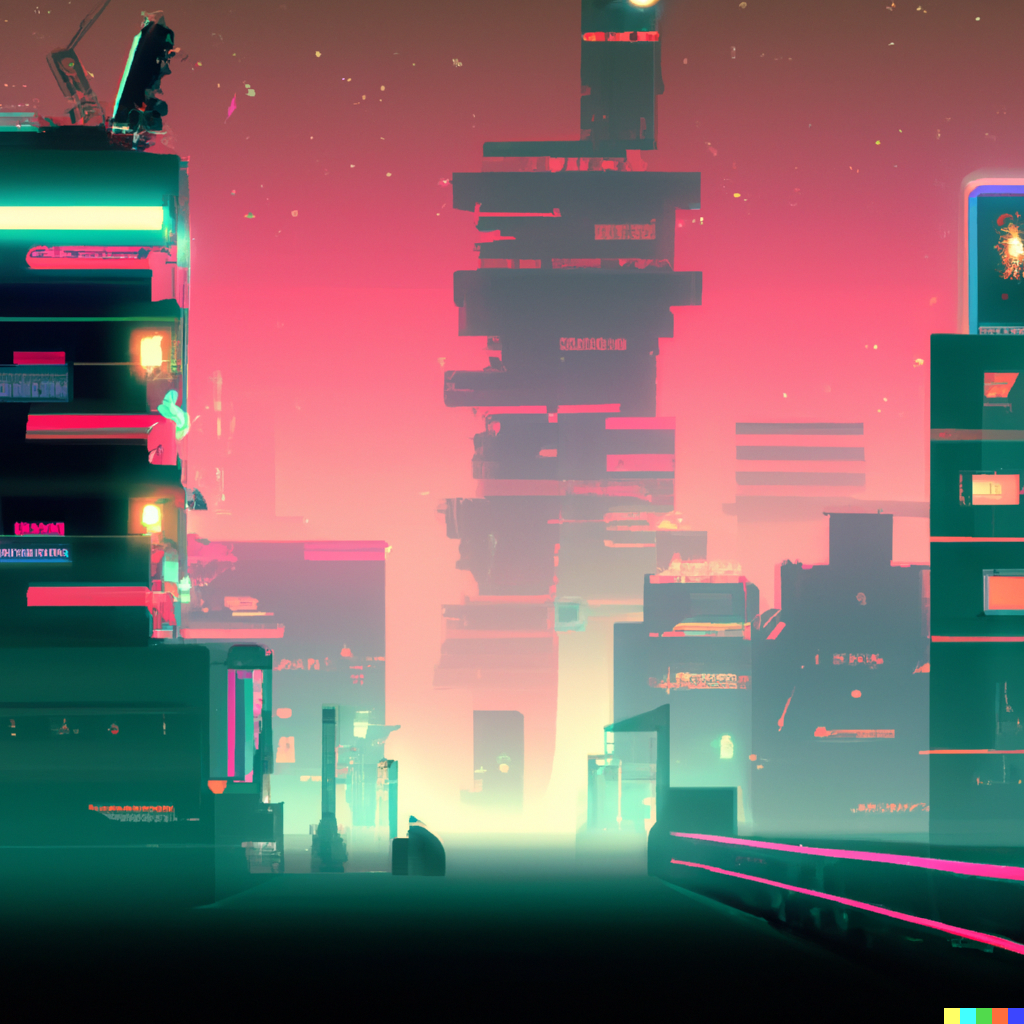
L'écran géant projette des images d'une ville rappelant le film Blade Runner.

Par la suite, une musique rock et tribale résonne : les danseurs, vêtus de longues capes noires, entourent Mylène Farmer sur son trône. Celle-ci se lève et rejoint son pied de micro pour interpréter un mashup mêlant les couplets de C'est dans l'air (dans une version beaucoup plus rock) avec Fuck Them All. Tandis que les danseurs effectuent une chorégraphie et que les trois immenses cercles lumineux du début se rapprochent de nouveau du public, l'écran géant projette des images sombres puis colorées d'une grande ville, rappelant à nouveau les films Blade Runner et Metropolis. La chanteuse salue le public, avant que des fumigènes n'explosent.

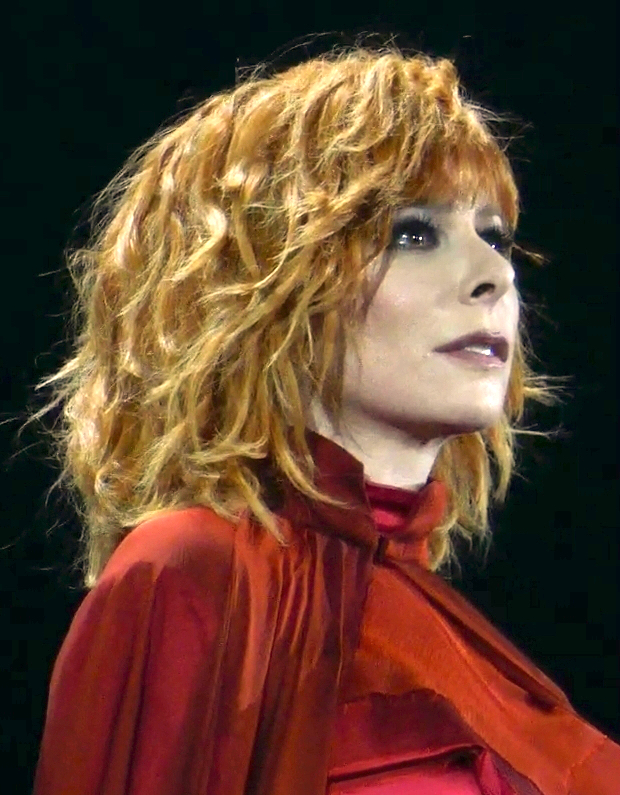
Mylène Farmer interprétant L'Horloge.

Le tictac de L'Horloge se fait ensuite entendre. L'introduction de la chanson offre exactement la même mise en scène que celle du premier spectacle de la chanteuse en 1989, durant lequel ce titre faisait office d'ouverture dans un décor rappelant un cimetière. Mylène Farmer, vêtue d'un ensemble rouge, s'avance au devant de la scène pour interpréter la chanson, tandis que les écrans diffusent des images sombres de milliers de crânes humains, évoquant l'Enfer et rappelant les catacombes.

À la fin du titre, la chanteuse se retourne et se dirige vers ces montagnes de crânes. La scène se met alors à s'embraser de toute part. Après avoir salué le public une dernière fois, Mylène Farmer traverse les flammes, puis monte les marches d'un escalier. Une fois au sommet, seule sa silhouette reste encore perceptible au milieu des flammes, regardant la foule, avant que le brasier ne s'éteigne définitivement.

## Déroulement de la série de concerts
Les répétitions de la chanteuse, des musiciens et des danseurs commencent au début du mois de mai 2019 à La Seine musicale, pendant trois semaines. Durant ce laps de temps, 1800 manutentionnaires travaillent à la construction du décor à Paris La Défense Arena. Les répétitions s'enchaînent ensuite dans cette salle durant une dizaine de jours.
Mylène Farmer se produit à Paris La Défense Arena du 7 au 22 juin 2019, durant 9 soirs, rassemblant un total de 243 000 spectateurs (27 000 par soir). Du fait de son infrastructure imposante, ce spectacle n'a pu être présenté en province.

### Liste des dates
| Date         | Ville | Pays   | Lieu                   | Affluence                                          |
| ------------ | ----- | ------ | ---------------------- | -------------------------------------------------- |
| 7 juin 2019  | Paris | France | Paris La Défense Arena | 27 000 par soir, soit 243 000 spectateurs au total |
| 8 juin 2019  | Paris | France | Paris La Défense Arena | 27 000 par soir, soit 243 000 spectateurs au total |
| 11 juin 2019 | Paris | France | Paris La Défense Arena | 27 000 par soir, soit 243 000 spectateurs au total |
| 12 juin 2019 | Paris | France | Paris La Défense Arena | 27 000 par soir, soit 243 000 spectateurs au total |
| 14 juin 2019 | Paris | France | Paris La Défense Arena | 27 000 par soir, soit 243 000 spectateurs au total |
| 15 juin 2019 | Paris | France | Paris La Défense Arena | 27 000 par soir, soit 243 000 spectateurs au total |
| 18 juin 2019 | Paris | France | Paris La Défense Arena | 27 000 par soir, soit 243 000 spectateurs au total |
| 19 juin 2019 | Paris | France | Paris La Défense Arena | 27 000 par soir, soit 243 000 spectateurs au total |
| 22 juin 2019 | Paris | France | Paris La Défense Arena | 27 000 par soir, soit 243 000 spectateurs au total |

## Accueil critique
- « Son show prend soin d'occuper tout l'espace de l'imposante Arena avec ses cubes écrans qui surplombent le public jusqu'au milieu de la salle, son écran géant qui diffuse des images futuristes, son arche suspendue qui forme des ballets de lumières, ses structures mobiles qui entourent les musiciens et les danseurs. Un dispositif vertigineux rarement vu chez nous. » (Le Parisien)[23]
- « Grandiose. Difficile de trouver meilleur mot pour qualifier le spectacle de Mylène Farmer. À elle seule, l'entrée en scène de la chanteuse mérite tous les superlatifs [...] Un show aussi soigné que spectaculaire comme on en voit rarement en France et encore moins en Belgique. C'est même du jamais vu ! » (La Dernière Heure)[24]
- « Un spectacle plutôt réussi qui évite la surenchère de séquences systématiquement spectaculaires et de chorégraphies permanentes que le lieu pouvait appeler, au profit d'une sophistication des animations visuelles et des recherches lumineuses. Même le son, point noir de la salle, a fini, après quelques morceaux, par être dompté. » (Le Monde)[25]
- « On se demandera un jour comment un petit bout de femme à la voix aigrelette et haut perchée, alors qu'elle est de nature plutôt mezzo, aura pu tenir en haleine tant de spectateurs. C'est qu'il y a quelque chose de quasi religieux dans le lien qui unit cette star inclassable à son public : une alchimie rare, entretenue par une mise en scène aux accents très christiques. [...] Du grand spectacle. » (Le Figaro Magazine)[26]
- « Un show unique et hors norme. Un spectacle démesuré, avec des scènes qui apparaissent au cours du set et qui avancent au-dessus du public, des écrans vidéos qui vont et viennent. » (Le Progrès)[27]
- « Émotion et performance étaient donc au menu de ce show peut-être "démesuré" mais à la hauteur de l'engouement que l'artiste suscite auprès de son public. » (La Provence)[28]
- « Mylène Farmer occupe tout l'espace de l'Arena dans un show tape-à-l'œil. Deux heures de show mené tambour battant. [...] Ce show a sans doute le plus gros budget lumière jamais utilisé en France, voire en Europe. [...] La modernité des arrangements fait ressentir la puissance des mélodies. Elle-même chante très bien. [...] Tout le monde se fait la réflexion, Mylène Farmer danse nettement moins qu'avant. Après tout, elle a 57 ans. Mais quand elle le fait, c'est avec une grâce inédite. [...] Des détails gagneraient à être améliorés. Entre chaque tableau, l'attente est un peu longue, cela casse un peu le rythme. Et l'avalanche d'effets spéciaux se fait parfois aux dépens de l'émotion. » (Le Figaro)[18]
- « Un show époustouflant. Indochine avait mis la barre très haut, l'an dernier, avec un concert bluffant, surtout dans sa version XXL présentée à Paris-Bercy, avec un écran géant en forme de soucoupe volante au plafond, mais aussi des images et des lumières impressionnantes. Mylène Farmer est allée encore plus loin, hier soir, cette fois dans l’imposante Défense Arena, avec certainement le show le plus ambitieux jamais montré par un artiste français. » (Ouest-France)[29]
- « Malgré une première partie qui manque de rythme, des enchaînements un peu longs avec des flottements de 5 et 10 secondes entre chaque chanson, quelques tubes oubliés, et si Mylène Farmer danse moins qu'auparavant, ce concert apocalyptique et dantesque permet à la chanteuse de confirmer son statut de bête de scène. Personne en France ne propose de spectacle aussi soigné, aussi impressionnant, le tout 100% en Live. Et qui peut se targuer d'avoir des tubes aussi intemporels et fédérateurs en 30 ans de carrière aujourd'hui ? » (Charts in France)[21]
- « En l'espace d'un concert, l'artiste a réussi à allier intimité et extravagance, entre tubes rétro et show visuellement spectaculaire. [...] Moins essoufflée par les folles chorégraphies, son chant s'avère plus solide et moins fragile qu'à l'accoutumée. Plus statique, elle n'a toutefois rien perdu de son aura et de son immense classe. L'élégance sera d’ailleurs un fil-rouge de ce show hors norme. [...] Chaque chanson a le droit à sa mise en scène. Toujours bluffante. Des modules bougent sans cesse autour des musiciens. Le résultat évolue donc en permanence. [...] Farmer arrive encore à épater. Aucun artiste français n'a proposé une telle production. » (RTL)[30]

## Crédits
| - Conception et direction artistique : Mylène Farmer et Laurent Boutonnat - Management et production du spectacle : Thierry Suc - Direction musicale du spectacle : Olivier Schultheis - Claviers et piano : Vincent Bidal - Claviers : Johan Dalgaard - Guitares : Joël Shearer et Sébastien Chouard - Basses : Jonathan Noyce - Batterie : Charles Paxson - Danseurs : Aziz Baki, Raphaël Baptista, Jade Gaumet, Jocelyn Laurent, Martin Gavidia, Delphine Tournie, Mehdi Layo Leyre, Antoine Randon, Thomas Gréaux, Kenji Matsunaga, Ellie Smyth, Jamie Mason, Melissa Crispim Freire, Michael Boateng, Samuel Max Fleet, Thomas Fryearson - Chorégraphies : - Mylène Farmer (Rolling Stone) - Mylène Farmer et Aziz Baki (Sans contrefaçon et Désenchantée) - Parris Goebel assistée de Cullen Neale (Pourvu qu'elles soient douces, California, L'Âme-Stram-Gram et Hard Hip-Hop) - Aziz Baki (Histoires de fesses et Mashup Fuck Them All / C'est dans l'air) - Coordinateurs chorégraphiques : Christophe Danchaud et Valérie Bony | - Conception du décor : Emmanuelle Faivre (avec Dimitri Vassiliu) - Conseiller artistique : Anthony Souchet - Conception des lumières : Dimitri Vassiliu - Son en salle : Stéphane Plisson et Jérôme Devoise - Conception des images : Bordos.Artworks, D/Labs, DK Estudio, La Maison, sauf : - M'effondre (Ghost Cell d'Antoine Delacharlery / Prod Autour de Minuit) - Création des costumes : Jean Paul Gaultier - Maquillage : Carole Lasnier - Création de la coiffure de Mylène Farmer : John Nollet - Coiffure : Frédéric Birault (Cutbyfred) - Préparateur physique de Mylène Farmer : Hervé Lewis - Coach vocal : Karen Nimereala - Production exécutive : Paul Van Parys pour Stuffed Monkey - Direction de production : Didier Gaume - Direction technique : Pascal Meley "George" - Photos : Nathalie Delépine, Claude Gassian, Marcel Hartmann - Label Services : Pascal Nègre et son équipe pour #NP |

## Album et vidéoLive

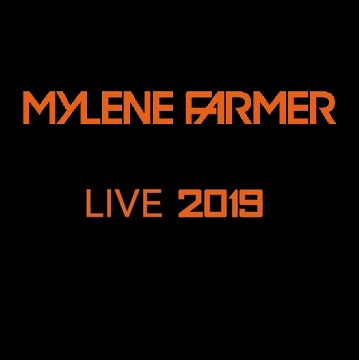
Logo de l'album Live 2019.

Enregistré à Paris La Défense Arena en juin 2019, l'album Live 2019 paraît le 18 octobre 2019, avec en guise d'extrait la version Live de M'effondre, une chanson dont la version originale était sur l'album Bleu noir.

Bien que Mylène Farmer n'en fasse aucune promotion, le CD se classe directement n°1 des ventes en France, où il est certifié disque de platine pour plus de 100 000 ventes, n°1 en Belgique et n°2 en Suisse.
Diffusé dans 613 salles de cinéma le 7 novembre 2019, le film du spectacle rassemble plus de 162 000 spectateurs en un soir, la chanteuse battant ainsi son propre record du nombre de spectateurs pour ce type d'évènement.

Le DVD du spectacle paraît le 6 décembre 2019 et se classe à son tour n°1 des ventes, recevant un DVD de diamant en France en une semaine.
Le 14 janvier 2020, le film est diffusé en prime time sur W9, rassemblant plus d'un million de spectateurs et signant ainsi le meilleur score d'audience de la chaîne pour un concert. Rediffusé à plusieurs reprises sur la chaîne, il sera également diffusé le 31 décembre 2020 sur M6, rassemblant cette fois 1 365 000 spectateurs.

## DocumentaireL'Ultime création
Le 25 septembre 2020, paraît sur Amazon Prime Video le documentaire L'Ultime création. Réalisé par Mathieu Spadaro, ce documentaire, divisé en trois épisodes de 40 minutes, présente les coulisses des concerts de 2019 et est accompagné d'une chanson inédite, L'Âme dans l'eau.
Selon le réalisateur, le premier épisode présente « la réappropriation de ses chorégraphies, de ses chansons qui ont été retravaillées spécialement pour ce spectacle. Le deuxième est davantage centré sur la découverte de la salle, la mise en place de la scène. Et le troisième, qui est d'une certaine manière un peu plus personnel, raconte à la fois son excitation et son appréhension de la première date. »
Le générique de ce documentaire, qui inclut de nombreuses références au spectacle ainsi qu'à l'œuvre de la chanteuse, remporte en 2021 le « Platinum Muse Award » des Muse Creative Awards.